# Dyskografia Girls’ Generation
Dyskografia Girls’ Generation – południowokoreańskiej grupy – obejmuje trzynaście albumów studyjnych (z których pięć jest powiększonymi ponownymi wydaniami), dwa albumy koncertowe, cztery minialbumy i dwadzieścia osiem singli. Od swojego debiutu w 2007 roku zespół sprzedał ponad 4,4 milionów albumów i 30 milionów cyfrowych singli

## Albumy

### Albumy studyjne
| Rok                                            | Informacje | Najwyższa pozycja | Najwyższa pozycja | Najwyższa pozycja | Najwyższa pozycja | Najwyższa pozycja | Najwyższa pozycja | Sprzedaż                                 | Certyfikaty     |            |
| Rok                                            | Informacje | KOR               | JPN               | FRA               | SPA               | US Heat           | US World Albums   | Sprzedaż                                 | Certyfikaty     |            |
| Koreańskie                                     | Koreańskie | Koreańskie        | Koreańskie        | Koreańskie        | Koreańskie        | Koreańskie        | Koreańskie        | Koreańskie                               | Koreańskie      | Koreańskie |
| ---------------------------------------------- | --- | ----------------- | ----------------- | ----------------- | ----------------- | ----------------- | ----------------- | ---------------------------------------- | --------------- | ---------- |
| 2007                                           | Girls’ Generation - Wydany: 1 listopada 2007 - Wytwórnia: SM Entertainment - Format: kaseta, CD, digital download                                                     | X                 | —                 | —                 | —                 | —                 | —                 | - KOR: 126 269 (Album + Repackage)       |                 |            |
| 2008                                           | Baby Baby - Repackage albumu Girls’ Generation - Wydany: 13 marca 2008 - Wytwórnia: SM Entertainment - Format: kaseta, CD, digital download                           | X                 | —                 | —                 | —                 | —                 | —                 | - KOR: 126 269 (Album + Repackage)       |                 |            |
| 2010                                           | Oh! - Wydany: 28 stycznia 2010 - Wytwórnia: SM Entertainment - Format: CD, digital download                                                                           | 1                 | 54                | —                 | —                 | —                 | —                 | - KOR: 235 877                           |                 |            |
| 2010                                           | Run Devil Run - Repackage albumu Oh! - Wydany: 22 marca 2010 - Wytwórnia: SM Entertainment - Format: CD, digital download                                             | 2                 | —                 | —                 | —                 | —                 | —                 | - KOR: 182 295                           |                 |            |
| 2011                                           | The Boys - Wydany: 19 października 2011 - Wytwórnia: SM Entertainment, Interscope, Polydor, Universal Music - Format: CD, digital download                            | 1                 | 2                 | 130               | 64                | 17                | 2                 | - KOR: 460 959 - JPN: 140 000 - US: 1000 |                 |            |
| 2011                                           | MR.TAXI - Repackage albumu The Boys - Wydany: 8 grudnia 2011 - Wytwórnia: SM Entertainment, Interscope, Polydor, Universal Music - Format: CD, digital download       | —                 | —                 | —                 | —                 | —                 | —                 | - KOR: 460 959 - JPN: 140 000 - US: 1000 |                 |            |
| 2013                                           | I Got a Boy - Wydany: 1 stycznia 2013 - Wytwórnia: SM Entertainment - Format: CD, digital download                                                                    | 1                 | 7                 | —                 | —                 | 2                 | 1                 | - KOR: 304 743 - JPN: 53 563             |                 |            |
| 2015                                           | Lion Heart - Wydany: 19 sierpnia 2015 - Wytwórnia: SM Entertainment - Format: CD, digital download                                                                    | 1                 | 11                | —                 | —                 | 7                 | 1                 | - KOR: 153 316+ - JPN: 16 848 - US: 1000 |                 |            |
| 2015                                           | You Think - Repackage albumu Lion Heart - Wydany: 2 września 2015 - Wytwórnia: SM Entertainment - Format: CD, digital download                                        | —                 | —                 | —                 | —                 | —                 | —                 | - KOR: 153 316+ - JPN: 16 848 - US: 1000 |                 |            |
| 2017                                           | Holiday Night - Wydany: 7 sierpnia 2017 - Wytwórnia: SM Entertainment - Format: CD, digital download                                                                  | 2                 | 16                | —                 | —                 | 5                 | 1                 | - KOR: 167 638+ - JPN: 12 707+           |                 |            |
| 2022                                           | Forever 1 - Wydany: 5 sierpnia 2022 - Wytwórnia: SM Entertainment - Format: CD, digital download                                                                      | 2                 | 9                 | —                 | —                 | 16                | —                 | - KOR: 294 948+                          |                 |            |
| Japońskie                                      | |                   |                   |                   |                   |                   |                   |                                          |                 |            |
| 2011                                           | Girls’ Generation - Wydany: 1 czerwca 2011 - Wytwórnia: Nayutawave - Format: CD, digital download                                                                     | 30                | 1                 | —                 | —                 | —                 | —                 | - JPN: 1 000 000+ - KOR: 11 937          | - RIAJ: Milion  |            |
| 2011                                           | Re:package Album “GIRLS’ GENERATION” ~The Boys~ - Repackage albumu Girls’ Generation - Wydany: 28 grudnia 2011 - Wytwórnia: Nayutawave - Format: CD, digital download | —                 | 1                 | —                 | —                 | —                 | —                 | - KOR: 15 494+                           |                 |            |
| 2012                                           | Girls’ Generation II ~Girls & Peace~ - Wydany: 28 listopada 2012 - Wytwórnia: Nayutawave, Universal Music - Format: CD, digital download                              | —                 | 3                 | —                 | —                 | —                 | —                 | - JPN: 250 000+ - KOR: 1600+             | - RIAJ: Platyna |            |
| 2013                                           | LOVE&PEACE - Wydany: 10 grudnia 2013 - Wytwórnia: Nayutawave, Universal Music - Format: CD, digital download                                                          | —                 | 1                 | —                 | —                 | —                 | —                 | - JPN: 170 898 - KOR: 1700+              | - RIAJ: Złoto   |            |
| "–" oznacza, że wydawnictwo nie było notowane. | |                   |                   |                   |                   |                   |                   |                                          |                 |            |

### Minialbumy
| Rok                                            | Dane dot. albumu                                                                                                 | Najwyższa pozycja | Najwyższa pozycja | Najwyższa pozycja | Najwyższa pozycja | Sprzedaż                                | Certyfikaty   |            |
| Rok                                            | Dane dot. albumu                                                                                                 | KOR               | JPN               | US                | US World Albums   | Sprzedaż                                | Certyfikaty   |            |
| Koreańskie                                     | Koreańskie | Koreańskie        | Koreańskie        | Koreańskie        | Koreańskie        | Koreańskie                              | Koreańskie    | Koreańskie |
| ---------------------------------------------- | --- | ----------------- | ----------------- | ----------------- | ----------------- | --------------------------------------- | ------------- | ---------- |
| 2009                                           | Gee - Wydany: 7 stycznia 2009 - Wytwórnia: SM Entertainment - Format: CD, digital download                       | X                 | —                 | —                 | —                 | - KOR: 100 000                          |               |            |
| 2009                                           | Tell Me Your Wish (Genie) - Wydany: 29 czerwca 2009 - Wytwórnia: SM Entertainment - Format: CD, digital download | X                 | —                 | —                 | —                 | - KOR: 200 000                          |               |            |
| 2010                                           | Hoot - Wydany: 27 października 2010 - Wytwórnia: SM Entertainment - Format: CD, digital download                 | 1                 | 2                 | —                 | —                 | - KOR: 192 375 - JPN: 148 761           | - RIAJ: Złoto |            |
| 2014                                           | Mr.Mr. - Wydany: 24 lutego 2014 - Wytwórnia: SM Entertainment - Format: CD, digital download                     | 1                 | 11                | 110               | 3                 | - KOR: 164 116 - JPN: 22 521 - US: 3000 |               |            |
| "–" oznacza, że wydawnictwo nie było notowane. | |                   |                   |                   |                   |                                         |               |            |

### Albumy koncertowe
| Rok                                            | Dane dot. albumu | Najwyższa pozycja | Sprzedaż      |            |
| Rok                                            | Dane dot. albumu | KOR               | Sprzedaż      |            |
| Koreańskie                                     | Koreańskie | Koreańskie        | Koreańskie    | Koreańskie |
| ---------------------------------------------- | --- | ----------------- | ------------- | ---------- |
| 2010                                           | Into the New World - Wydany: 30 grudnia 2010 - Wytwórnia: SM Entertainment - Format: CD, digital download           | 1                 | - KOR: 46 568 |            |
| 2013                                           | 2011 Girls' Generation Tour - Wydany: 11 kwietnia 2013 - Wytwórnia: SM Entertainment - Format: CD, digital download | 1                 | - KOR: 19 836 |            |
| "–" oznacza, że wydawnictwo nie było notowane. | |                   |               |            |

### Kompilacje
| Rok                                            | Dane dot. albumu | Najwyższa pozycja | Sprzedaż       | Certyfikaty   |           |
| Rok                                            | Dane dot. albumu | JPN               | Sprzedaż       | Certyfikaty   |           |
| Japońskie                                      | Japońskie | Japońskie         | Japońskie      | Japońskie     | Japońskie |
| ---------------------------------------------- | --- | ----------------- | -------------- | ------------- | --------- |
| 2013                                           | Best Selection Non Stop Mix - Wydany: 20 marca 2013 - Wytwórnia: Nayutawave - Format: CD, digital download                                                      | 6                 | - JPN: 19 599  |               |           |
| 2014                                           | THE BEST - Wydany: 23 lipca 2014 - Repackage: The Best: New Edition; wydany: 10 października 2014 - Wytwórnia: EMI Records Japan - Format: CD, digital download | 1                 | - JPN: 175 988 | - RIAJ: Złoto |           |
| "–" oznacza, że wydawnictwo nie było notowane. | |                   |                |               |           |

## Single
| Rok                                                                                | Tytuł                             | Najwyższa pozycja | Najwyższa pozycja | Najwyższa pozycja | Najwyższa pozycja | Najwyższa pozycja | Sprzedaż                                                           | Certyfikaty | Album                     |            |            |
| Rok                                                                                | Tytuł                             | KOR               | KOR               | JPN               | JPN               | US                | Sprzedaż                                                           | Certyfikaty | Album                     |            |            |
| Rok                                                                                | Tytuł                             | Gaon              | Hot 100           | Oricon            | Hot 100           | US                | Sprzedaż                                                           | Certyfikaty | Album                     |            |            |
| Koreańskie                                                                         | Koreańskie                        | Koreańskie        | Koreańskie        | Koreańskie        | Koreańskie        | Koreańskie        | Koreańskie                                                         | Koreańskie | Koreańskie                | Koreańskie | Koreańskie |
| ---------------------------------------------------------------------------------- | --------------------------------- | ----------------- | ----------------- | ----------------- | ----------------- | ----------------- | ------------------------------------------------------------------ | --- | ------------------------- | ---------- | ---------- |
| 2007                                                                               | „Into the New World”              | X                 | X                 | —                 | —                 | —                 |                                                                    | | Girls’ Generation         |            |            |
| 2007                                                                               | „Girls’ Generation”               | X                 | X                 | —                 | —                 | —                 |                                                                    | | Girls’ Generation         |            |            |
| 2008                                                                               | „Kissing You”                     | X                 | X                 | —                 | —                 | —                 |                                                                    | | Girls’ Generation         |            |            |
| 2008                                                                               | „Baby Baby”                       | X                 | X                 | —                 | —                 | —                 |                                                                    | | Girls’ Generation         |            |            |
| 2009                                                                               | „Gee”                             | X                 | X                 | —                 | —                 | —                 |                                                                    | | Gee                       |            |            |
| 2009                                                                               | „Tell Me Your Wish (Genie)”       | X                 | X                 | —                 | —                 | —                 |                                                                    | | Tell Me Your Wish (Genie) |            |            |
| 2010                                                                               | „Oh!”                             | 1                 | X                 | —                 | —                 | —                 | - KOR: 3 316 889+                                                  | | Oh!                       |            |            |
| 2010                                                                               | „Run Devil Run”                   | 1                 | X                 | —                 | —                 | —                 | - KOR: 2 171 755+                                                  | | Run Devil Run             |            |            |
| 2010                                                                               | „Hoot (훗)”                       | 1                 | X                 | —                 | —                 | —                 | - KOR: 2 138 179+                                                  | | Hoot                      |            |            |
| 2011                                                                               | „The Boys”                        | 1                 | 1                 | —                 | 12                | —                 | - KOR: 3 032 658+                                                  | | The Boys                  |            |            |
| 2011                                                                               | „Mr. Taxi”                        |                   | 15                | –                 |                   | 12                | - KOR: 1 533 525+                                                  | | Mr. Taxi                  |            |            |
| 2012                                                                               | „Dancing Queen”                   | 1                 | 2                 | —                 | —                 | 5                 | - KOR: 1 010 545+                                                  | | I Got a Boy               |            |            |
| 2013                                                                               | „I Got a Boy”                     | 1                 | 1                 | —                 | 98                | 3                 | - KOR: 1 354 672+                                                  | | I Got a Boy               |            |            |
| 2014                                                                               | „Mr.Mr.”                          | 1                 | 3                 | —                 | —                 | 4                 | - KOR: 906 962+                                                    | | Mr.Mr.                    |            |            |
| 2015                                                                               | „Catch Me If You Can”             | 19                | —                 | —                 | —                 | 2                 | - KOR: 135 068+                                                    | | –                         |            |            |
| 2015                                                                               | „Party”                           | 1                 | —                 | —                 | 10                | 4                 | - KOR: 843 843+                                                    | | Lion Heart                |            |            |
| 2015                                                                               | „Lion Heart”                      | 4                 | —                 | —                 | 49                | 3                 | - KOR: 911 721+                                                    | | Lion Heart                |            |            |
| 2015                                                                               | „You Think”                       | 30                | —                 | —                 | —                 | 3                 | - KOR: 119 910+                                                    | | Lion Heart                |            |            |
| 2016                                                                               | „Sailing (0805)” (그 여름 (0805)) | 13                | —                 | —                 | —                 | 6                 | - KOR: 171 049+                                                    | | –                         |            |            |
| 2017                                                                               | „All Night”                       | 32                | —                 | —                 | —                 | 5                 | - KOR: 147 577+                                                    | | Holiday Night             |            |            |
| 2017                                                                               | „Holiday”                         | 12                | —                 | —                 | 32                | 6                 | - KOR: 372 987+                                                    | | Holiday Night             |            |            |
| 2022                                                                               | „Forever 1”                       | 5                 | —                 | —                 | 56                | 4                 |                                                                    | | Forever 1                 |            |            |
| Japońskie                                                                          |                                   |                   |                   |                   |                   |                   |                                                                    | |                           |            |            |
| 2010                                                                               | „GENIE”                           | 2                 | X                 | 4                 | 4                 | –                 | CD: - JPN: 115 575+ - KOR: 11 670+                                 | - RIAJ: Złoto - Platyna (Chaku-Uta full) - Platyna (digital download)                                                                           | Girls’ Generation         |            |            |
| 2010                                                                               | „Gee”                             | 3                 | X                 | 2                 | 2                 | –                 | CD: - JPN: 130 145+ - KOR: 10 518+                                 | - RIAJ: Złoto - Milion (Chaku-Uta full) - 2× Platyna (Chaku-Uta) - Platyna (digital download)                                                   | Girls’ Generation         |            |            |
| 2011                                                                               | „MR.TAXI/Run Devil Run”           | 1                 | —                 | 2                 | 1 19              | –                 | - KOR: 12 933+ (CD) - KOR: 786 115+ (Digital) - JPN: 172 205+ (CD) | - RIAJ: Złoto MR.TAXI - 2× Platyna (Chaku-Uta full) - 2× Platyna (Chaku-Uta) - Platyna (digital download) Run Devil Run - Złoto(Chaku-Uta full) | Girls’ Generation         |            |            |
| 2012                                                                               | „PAPARAZZI”                       | 1                 | —                 | 2                 | 1                 | 20                | CD: - KOR: 14 663+ - JPN: 136 181+                                 | - RIAJ: Złoto - Złoto (digital download) | Girls & Peace             |            |            |
| 2012                                                                               | „Oh!”                             | —                 | —                 | 1                 | 1                 | —                 | CD: - JPN: 84 814+                                                 | - RIAJ: Złoto | Girls & Peace             |            |            |
| 2012                                                                               | „FLOWER POWER”                    | —                 | —                 | 5                 | 6                 | —                 |                                                                    | | Girls & Peace             |            |            |
| 2013                                                                               | „Love & Girls”                    | 165               | —                 | 4                 | 3                 | —                 | - KOR: 30 938+                                                     | | LOVE&PEACE                |            |            |
| 2013                                                                               | „GALAXY SUPERNOVA”                | —                 | —                 | 3                 | 4                 | —                 |                                                                    | | LOVE&PEACE                |            |            |
| 2015                                                                               | „Catch Me If You Can”             | —                 | —                 | 8                 | 9                 | —                 |                                                                    | | —                         |            |            |
| Angielskie                                                                         |                                   |                   |                   |                   |                   |                   |                                                                    | |                           |            |            |
| 2011                                                                               | „The Boys”                        | 62                | 85                | —                 | —                 | —                 |                                                                    | | The Boys                  |            |            |
| "–" oznacza, że wydawnictwo nie było notowane. "X" oznacza, że lista nie istniała. |                                   |                   |                   |                   |                   |                   |                                                                    | |                           |            |            |

### Single promocyjne
| Rok                                            | Tytuł                                  | Najwyższa pozycja | Najwyższa pozycja | Najwyższa pozycja | Sprzedaż       | Album                              |
| Rok                                            | Tytuł                                  | KOR Gaon          | KOR (Zagraniczne) | JPN Hot 100       | Sprzedaż       | Album                              |
| ---------------------------------------------- | -------------------------------------- | ----------------- | ----------------- | ----------------- | -------------- | ---------------------------------- |
| 2009                                           | „Chocolate Love” (Retro Pop version)   | X                 | X                 | —                 |                | —                                  |
| 2010                                           | „Cabi Song” (razem z 2PM)              | 35                |                   | —                 |                | —                                  |
| 2010                                           | „My Friend Haechi” (kor. 내 친구 해치) | —                 |                   | —                 |                | Ścieżka dźwiękowa My Friend Haechi |
| 2011                                           | „Visual Dreams”                        | 32                |                   | —                 |                | —                                  |
| 2012                                           | „Time Machine”                         | —                 |                   | 14                |                | Girls' Generation (2011)           |
| 2013                                           | „My Oh My”                             | 149               | 9                 | —                 | - KOR: 19 714+ | Love & Peace                       |
| 2014                                           | „Indestructible”                       | —                 | 61                | 89                | - KOR: 3282+   | The Best                           |
| 2014                                           | „Divine”                               | —                 | —                 | —                 |                | The Best: New Edition              |
| "–" oznacza, że wydawnictwo nie było notowane. |                                        |                   |                   |                   |                |                                    |